# Étang du Grazel
L'étang du Grazel est une surface d'eau lagunaire située sur le littoral méditerranéen du département de l'Aude à Gruissan, ouvert sur la mer Méditerranée, entrée du port de cette ville.

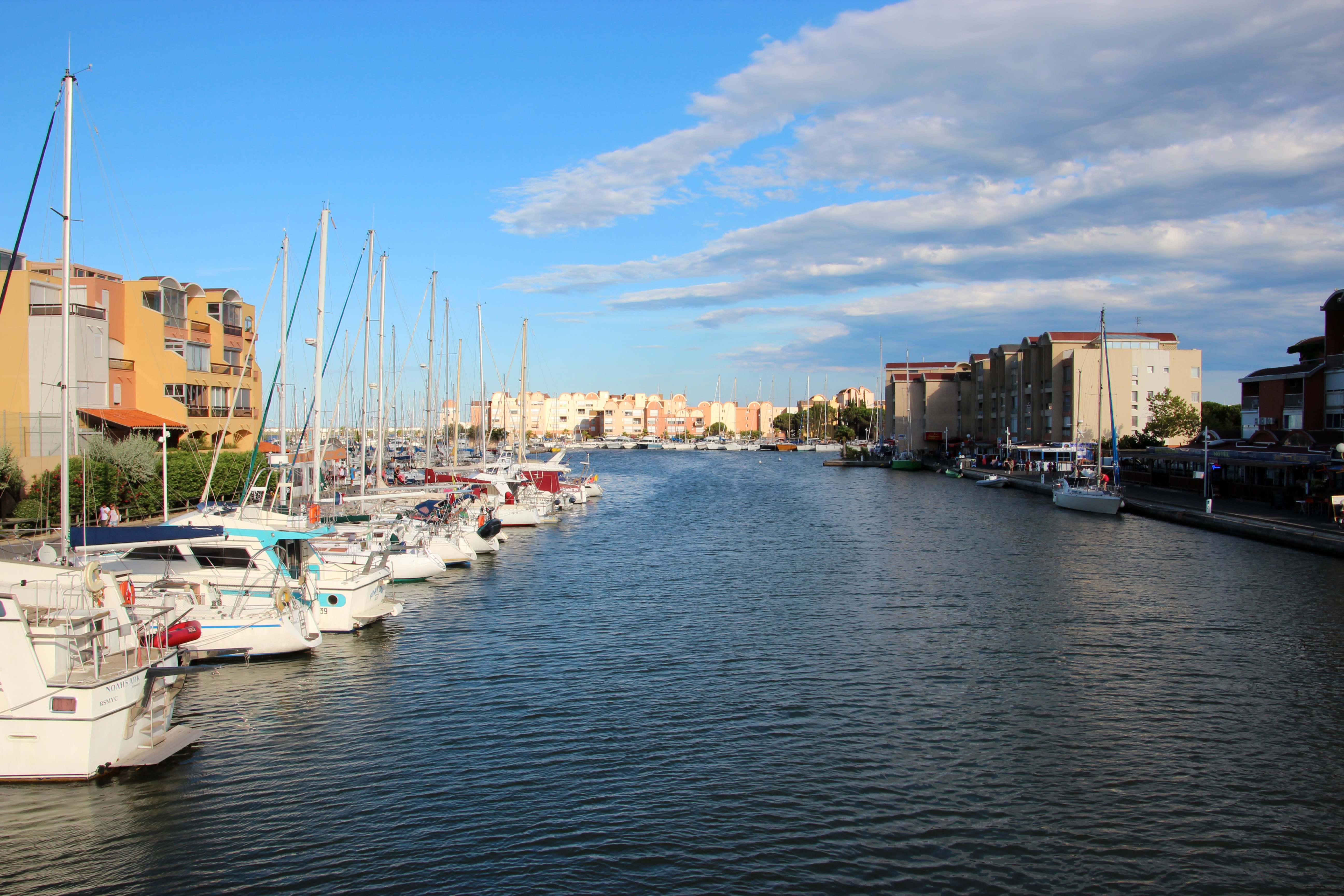
le port de Gruissan dans l'étang du Grazel

## Description
L'étang est inclus sur le périmètre du Parc naturel régional de la Narbonnaise en Méditerranée, au nord de l'étang de l'Ayrolle dont il est la prolongation avec les salins de l'ile Saint Martin. Il est partagé en deux par le canal du Grazel reliant l'étang de Gruissan à la Méditerranée. La plage du Grazel, sa rive nord ouest borde le village de Gruissan.
Au nord un chenal construit en 2006 le relie à Étang de Mateille.
Le plan d'eau permanent est bordé de prés salés périodiquement submergés.

## Divers
- Le site est classé en ZNIEFF (910011252)[2] et en Zone humide protégée par la convention de Ramsar[3] (FR7200023).

- L'étang du Grazel est une zone de production conchylicole[4].

- Sport : Présence d'une base de cerf volant de traction (glisse aérotractée) et kitesurf[5]

- Écomusée des salins de Gruissan[6] (histoire des méthodes de culture du sel, vieux outils utilisés par les sauniers, faune et flore du salin, la viticulture).